# Jess Cliffe
Jess Cliffe est un développeur de jeux vidéo travaillant pour Valve Software et qui a créé le populaire mod Counter-Strike avec Minh Le en 1999. Sa voix est d'ailleurs celle que l'on peut entendre dans le jeu grâce aux commandes radio et aux effets sonores.

## Biographie
Le 1er février 2018, Jess Cliffe est arrêté pour exploitation sexuelle de mineur. Valve, la société où il travaillait depuis 15 ans, le démet de ses fonctions en attendant la fin de la procédure judiciaire à son encontre.